# Стійкість до вакцин
Стійкість до вакцин (або резистентність до вакцин, вакцинорезистендність) — еволюційна адаптація патогенів до зараження та поширення через вакцинованих осіб, аналогічно резистентності до антибіотиків. Це стосується як людських, так і тваринних вакцин. Хоча поява низки стійких до вакцин патогенних мікроорганізмів добре задокументована, дане явище є набагато рідкіснишим і викликає меншу стурбованість наукової спільноти, аніж стійкість до протимікробних препаратів. Щоправда, масова вакцинація від коронавірусної хвороби 2019 (COVID-19) оновила активні дискусії через можливість появи стійких до вакцин штамів SARS-Co-2.
Деякі з причин, що призводять до вакцинорезистендністості:
- вакцини в основному використовуються для профілактики, тобто до зараження, і зазвичай пригнічують збудника до того, як носій стане інфекційним
- більшість вакцин спрямовані на декілька антигенних центрів збудника (патогена)
- різні носії можуть викликати різні імунні реакції на одного і того ж збудника

Найвідоміші випадки резистентності до вакцин стосуються наступних захворювань:
- хвороби тварин
  - Хвороба Марека, де після вакцинації з’явилися фактично більш вірулентні штами[5][6] оскільки вакцина не захищала від інфекції та передачі, а лише від серйозних форм захворювання
  - Yersinia ruckeri[7][8] оскільки однієї мутації було достатньо для формування стійкості до вакцини
  - пневмовірус пташиного м’яса[9][10][11][12]
- хвороби людини
  - Streptococcus pneumoniae[13][14] через рекомбінацію з іншим серотипом, на який вакцина не націлена
  - вірус гепатиту В[15][16][17][18] оскільки вакцина націлена на єдине місце, утворене 9 амінокислотами
  - Bordetella pertussis[19][20][21][22] тому, що вакцина не була націленою на усі серотипи, а пізніше, тому що безклітинні вакцини були націленими лише на кілька антигенів

Серед інших, менш задокументованих випадків — пташиний грип, пташиний реовірус, Corynebacterium diphtheriae, котячий каліцивірус, Haemophilus influenzae, вірус інфекційної бурсальної хвороби, Neisseria meningitidis, вірус хвороби Ньюкасла, та свинячий цирковірус типу 2.